# R Trianguli Australis
Désignations
R Trianguli Australis (en abrégé R TrA) est une étoile variable jaune-blanc de la constellation du Triangle austral. Elle est proche de la limite de visibilité à l'œil nu, avec une magnitude apparente visuelle moyenne de 6,73. Sur la base d'une parallaxe annuelle de 1,48 mas, elle est située à 2 210 années-lumière de la Terre. R TrA se rapproche du Système solaire avec une vitesse radiale héliocentrique de −13 km/s.
R Trianguli Australis est une variable Céphéide classique dont la magnitude apparente varie entre 6,33 et 6,90 sur une période de 3,389 26 jours. C'est une géante lumineuse ou supergéante de type spectral nominal F7 Ib/II, qui pulse entre les types spectraux F5Ib/II-G5. Selon la méthode employée, sa masse est estimée à 5,42 ou à 5,66 fois la masse du Soleil et elle a 24,7 ou 35,8 fois le rayon du Soleil. R TrA possède un excès d'infrarouge qui est émis par de la poussière de silicates circumstellaire chauffée à 150–200 K. Elle perd de la masse au rythme de 4.10−9 M☉·an−1.